# District Krymski
District Krymski (Russisch: Кры́мский райо́н) is een district in het westen van de Russische kraj Krasnodar. Het district heeft een oppervlakte van 1.601 vierkante kilometer en een inwonertal van 74.761 in 2010. Het administratieve centrum bevindt zich in Krymsk.
Bestuurlijk centrum: Krasnodar

Steden: Abinsk · Anapa · Apsjeronsk · Armavir · Beloretsjensk · Chadyzjensk · Gelendzjik · Goelkevitsji · Gorjatsji Kljoetsj · Jejsk · Koerganinsk · Korenovsk · Kropotkin · Krymsk · Labinsk · Novokoebansk · Novorossiejsk · Oest-Labinsk · Primorsko-Achtarsk · Slavjansk aan de Koeban · Sotsji · Temrjoek · Tichoretsk · Timasjovsk · Toeapse

Districten: Abinski · Anapski · Apsjeronski · Beloglinski · Beloretsjenski · Brjoekchovetski · Dinskoj · Goelkevitsjski · Jejski · Kalininski · Kanevskoj · Kavkazski · Koerganinski · Koesjtsjovski · Korenovski · Krasnoarmejski · Krylovski · Krymski · Labinski · Leningradski · Mostovski · Novokoebanski · Novopokrovski · Oespenski · Oest-Labinski · Otradnenski · Pavlovski · Primorsko-Achtarski · Severski · Sjtsjerbinovski · Slavjanski · Starominski · Tbilisski · Temrjoekski · Tichoretski · Timasjovski · Toeapsinski · Vyselkovski